# فصيح (اسم)
فصيح هو اسم علم مذكر من أصل عربي، ومعناه هو البين الكلام البليغ الحسن المنطق؛ خلاف الأعجمي، مؤنثه فصيحة.

## شخصيات تحمل الاسم
- فصيح الدين الهروي (شاعر فارسي، – 1639)

## وصلات خارجية
- موسوعة السلطان قابوس لأسماء العرب نسخة محفوظة 5 أبريل 2019 على موقع واي باك مشين.